# Občina Crnac
Crnac je ena izmed občin na Hrvaškem katere središče je istoimensko naselje v virovitiško-podravski županiji.

## Geografija
Občino s površino 79,13 km² sestavlja 10 naselij.

## Demografija
V desetih naseljih je leta 2001 živelo 1.772 prebivalcev.

## Naselja v občini
Breštanovci, Crnac, Krivaja Pustara, Mali Rastovac, Milanovac, Novo Petrovo Polje, Staro Petrovo Polje, Suha Mlaka, Veliki Rastovac in Žabnjača